# Scottish Open 1925
Die Scottish Open 1925 waren die 13. Austragung dieser internationalen Meisterschaften von Schottland im Badminton. Sie fanden Anfang des Jahres in Glasgow statt. Gemeinsam mit den offenen Titelkämpfen fanden auch die geschlossenen nationalen Titelkämpfe von Schottland statt.

## Finalresultate
| Disziplin    | Sieger                             | Finalist                            | Ergebnis         |
| ------------ | ---------------------------------- | ----------------------------------- | ---------------- |
| Herreneinzel | George Alan Thomas                 | H. R. C. Martin                     | 15–7, 15–11      |
| Dameneinzel  | Margaret Tragett                   | B. A. Prentice                      | 11–5, 11–9       |
| Herrendoppel | George Alan Thomas Herbert S. Uber | P. D. Macfarlane A. W. Goodfellow   | 15–3, 15–7       |
| Damendoppel  | Margaret Tragett Marjorie Barrett  | Hudlestone Herriot                  | 15–5, 15–8       |
| Mixed        | Herbert S. Uber Marian Horsley     | George Alan Thomas Margaret Tragett | 15–9, 6–15, 15–6 |

## Sieger der Closed Scottish Championships
| Disziplin    | Sieger                               |
| ------------ | ------------------------------------ |
| Herrendoppel | James Barr H. E. B. Neilson          |
| Damendoppel  | M. C. F. Macfarlane Marion Armstrong |
| Mixed        | R. S. Jackson Herriot                |

## Referenzen
- Annual Handbook of the International Badminton Federation, London, 28. Auflage 1970, S. 268–274.
- Badminton | Scottish Championship Winners. In: Edinburgh Evening News. 19. Januar 1925, S. 3, abgerufen am 9. August 2025 (englisch).